# Atolmis rubricollis
Espèce
Atolmis rubricollis, la Veuve ou le Collier rouge, est une espèce paléarctique de lépidoptères (papillons) de la famille des Erebidae et de la sous-famille des Arctiinae.

## Description

♂  MHNT
♂ △

## Répartition
Eurasie.

## Habitat
Forêts de divers types, jusqu'à environ 1 500 m d'altitude en France.

## Biologie
Espèce univoltine, les imagos volent de mai à juillet de jour comme de nuit ; les chenilles mangent des lichens, parfois des plantes basses.

## Systématique
Le nom valide complet (avec auteur) de ce taxon est Atolmis rubricollis (Linnaeus, 1758).
L'espèce a été initialement classée dans le genre Phalaena sous le protonyme Phalaena rubricollis Linnaeus, 1758.
Ce taxon porte en français les noms vernaculaires ou normalisés suivants : Veuve, Collier rouge, veuve, écaille veuve.
Atolmis rubricollis a pour synonymes :
- Atolmis canescens Strand, 1919
- Atolmis flavicollis Neuburger
- Atolmis rubicollis Linnaeus, 1761
- Gnophria rubricollis (Linnaeus, 1758)
- Lithosia rubricollis (Linnaeus, 1758)
- Phalaena rubricollis Linnaeus, 1758